# Callipallene sagamiensis
Callipallene sagamiensis is een zeespin uit de familie Callipallenidae. De soort behoort tot het geslacht Callipallene. Callipallene sagamiensis werd in 1983 voor het eerst wetenschappelijk beschreven door Nakamura & Child. 